# Charlotte Cooper Sterry
Charlotte Reinagle Cooper, po mężu Sterry (ur. 22 września 1870 w Ealing, zm. 10 października 1966 w Helensburgh) – brytyjska tenisistka, pięciokrotna zwyciężczyni Wimbledonu, mistrzyni olimpijska i pierwsza złota medalistka Igrzysk Olimpijskich w konkurencji indywidualnej.

## Kariera tenisowa
Praworęczna zawodniczka o przydomku Chattie znana była głównie z zamiłowania do ofensywnej gry wolejowej. Razem z Dorotheą Chambers, Blanche Hillyard i Charlotte Dod zaliczana jest do czwórki tenisistek, które dominowały w kobiecych rozgrywkach na Wimbledonie w pierwszych trzydziestu latach. Czwórce tej przypadły w latach 1884–1914 aż 23 tytuły.
Pierwsze zwycięstwo wimbledońskie Charlotte Cooper odniosła w 1895, pokonując w finale turnieju pretendentek Helen Jackson. Właściwy finał (challenge round) obrończyni tytułu Hillyard oddała jej walkowerem. W latach 1895–1902 Cooper (od 1901 pod nazwiskiem małżeńskim Sterry) wystąpiła osiem razy z rzędu w meczach o tytuł, co stanowiło rekord do 1990 (dziewiąty z rzędu finał Martiny Navrátilovej). Ostatnie zwycięstwo odniosła po kilkuletniej przerwie w 1908 (w finale All Comers pokonała Agnes Morton, tytułu nie broniła Amerykanka May Sutton). Liczyła sobie wówczas 37 lat i 282 dni, tym samym przeszła do historii turnieju jako najstarsza triumfatorka gry pojedynczej. Kontynuowała występy jeszcze kilkanaście lat, w wieku 42 lat w 1912 przegrywając finał turnieju pretendentek z Ethel Larcombe.
W 1902 przegrała w finale Wimbledonu z Muriel Robb. Finał miał nietypowy przebieg – przy stanie 6:4, 11:13, 1:1 mecz przerwały opady deszczu, a następnego dnia zawodniczki rozpoczęły walkę od początku. Ostatecznie triumfowała Robb, drugi mecz wygrywając w dwóch setach. Cooper Sterry kilkakrotnie triumfowała na Wimbledonie także w konkurencjach nieoficjalnych, w grze podwójnej kobiet i grze mieszanej (zyskały one status oficjalny w 1913). W 1901 wygrała grę podwójną z Hillyard, w 1902 z Morton. W tych samych latach triumfowała w mikście w parze z Lawrence’em Dohertym. W pierwszej oficjalnej edycji debla kobiet w 1913 osiągnęła finał razem z Dorotheą Chambers (Angielki skreczowały w drugim secie).
Charlotte Cooper Sterry odnosiła sukcesy także poza Wimbledonem. Była wielokrotną mistrzynią Irlandii (1895 i 1898 w singlu, 1895, 1896, 1899 i 1900 w mikście), mistrzynią Szkocji (1899, w singlu), międzynarodową mistrzynią Niemiec (1899, w singlu). Na igrzyskach olimpijskich w Paryżu w 1900 została drugą kobietą z tytułem mistrzyni olimpijskiej po Hélène de Pourtalès i pierwszą indywidualną złotą medalistką igrzysk olimpijskich. Wygrała grę pojedynczą i mieszaną (z Reginaldem Dohertym).
Jej mąż Alfred Sterry był także tenisistą, później członkiem władz brytyjskiej federacji Lawn Tennis Association. Córka Gwendolyn Sterry w latach 20. występowała w reprezentacji Wielkiej Brytanii w Pucharze Wightman.
W 2013 roku została przyjęta do Międzynarodowej Tenisowej Galerii Sławy.

## Osiągnięcia na najważniejszych turniejach
- Wimbledon
  - gra pojedyncza – wygrane 1895, 1896, 1898, 1901, 1908, finały 1897, 1899, 1900, 1902, 1904, finały All Comers 1906, 1912
  - gra podwójna – wygrane 1901 (z Blanche Hillyard), 1902 (z Agnes Morton, obie edycje nieoficjalne), finał 1913 (z Dorotheą Chambers)
  - gra mieszana – wygrane 1901, 1902 (obie z Lawrence’em Dohertym, edycje nieoficjalne)
- igrzyska olimpijskie w Paryżu, 1900
  - gra pojedyncza – 1. miejsce
  - gra mieszana – 1. miejsce (z Reginaldem Dohertym)

### Występy wchallenge roundna Wimbledonie
- 1895 – 7:5, 8:6 z Helen Jackson (All Comers)
- 1896 – 6:2, 6:3 z Alice Simpson Pickering
- 1897 – 7:5, 5:7, 2:6 z Blanche Hillyard
- 1898 – 6:4, 6:4 z Louise Martin
- 1899 – 2:6, 3:6 z Blanche Hillyard
- 1900 – 6:4, 4:6, 4:6 z Blanche Hillyard
- 1901 – 6:2, 6:2 z Blanche Hillyard
- 1902 – 5:7, 1:6 z Muriel Robb (w powtórzonym finale)
- 1904 – 0:6, 3:6 z Dorotheą Douglass
- 1908 – 6:4, 6:4 z Agnes Morton (All Comers)
- 1912 – 3:6, 1:6 z Ethel Larcombe